# معضلة الناقصية لدركليه
سُميت معضلة الناقصية لدركليه بهذا الاسم نسبةً لعالم الرياضيات بيتر غوستاف ليجون دركليه. كانت فكرة دركليه الأساسية هي تغيير معادلات أويلر إلى نظام المعادلات التفاضلية العادية بحيث يكون موضع جسيم السائل في سطح ناقص متجانس في أي وقت هو دالة خطية ومتجانسة للموضع الأولي لجسيم السائل، ويجري هذا التغيير  باستخدام نموذج لاغرانج بدلاً من نموذج أويلر.

## تاريخ
وجد دركليه بعض الحلول لمعادلات أويلر وقدمها في محاضراته التي تمحورت حول المعادلات التفاضلية الجزئية في تموز/يوليو في عام 1857 ونشر النتائج في نفس الشهر. لم يستطع إنهاء العمل الذي بدأه بسبب وفاته المفاجئ في عام 1859. جُمعت ملاحظاته ونُشرت من قبل ريتشارد ديديكيند بعد وفاته عام 1860.
قال بيرنهارد ريمان : «أظهر دركليه بطريقة أكثر بروزًا في بحثه الذي عمل عليه وحُرر للنشر بعد وفاته من قبل ديديكيند وسيلة جديدة تمامًا للتحقيقات حول حركة السطح الناقص المتجانس الذي ينجذب ذاتيًا. يتلقى تطوير اكتشافه المميز اهتمامًا خاصًا خاصة من علماء الرياضيات وذلك بغض النظر عن علاقته بأشكال الأجرام السماوية التي حرضت في البداية على هذه التحقيقات».

## صيغة ريمان-ليبوفيتز
عمم برنارد ريمان معضلة دركليه في عام 1860 ثم عممها نورمان ليبوفيتز بشكل حديث في عام 1965. لتكن كل من دالة ودالة ودالة أشباه محاور السطح الناقص التي تختلف مع الوقت، وبما أن السطح الناقص متجانس فإن ثبات الكتلة يتطلب ثبات حجم السطح الناقص، {\displaystyle \mathbf {L} \mathbf {L} ^{T}=\mathbf {L} ^{T}\mathbf {T} =\mathbf {I} }، أي أن يكون بنفس الحجم الأولي.
افترض وجود قاعدة داخلية (إكس 1، اكس2، اكس3) وقاعدة دورانية (اكس 1، اكس2، اكس3) مع أن يكون رمز هو التحول الخطي مثل {\displaystyle \mathbf {L} } ومن الواضح أن رمز متعامد، فمثلًا {\displaystyle \mathbf {x} =\mathbf {L} \mathbf {X} }. يمكننا تحديد مصفوفة غير متماثلة بالعلاقة {\displaystyle (x_{1},x_{2},x_{3})} حيث يمكننا كتابة المزدوج رمز و رمز على الشكل معادلة. يمثل رمز وقت دوران القاعدة الدورانية وفقَا للقاعدة الداخلية.
لنفترض بشكلٍ لا يخلو من التعميم تطابق القاعدة الداخلية والقاعدة المتحركة في البداية، أي معادلة. تبحث معضلة دركليه بحكم التعريف عن حل يمثل دالة خطية للحالة الأولى معادلة. لنفترض النموذج التالي:
{\displaystyle a_{1}(t)a_{2}(t)a_{3}(t)=a_{1}(0)a_{2}(0)a_{3}(0)}
ونحدد مصفوفة قطرية رمز مع عناصر قطرية كونها أشباه محاور للسطح الناقص ثم يمكن كتابة المعادلة أعلاه على شكل مصفوفة:
{\displaystyle X_{i}(t)=\sum _{j=1}^{3}P_{ij}(t){\frac {x_{j}(0)}{a_{j}(0)}}}
حيث معادلة. يمكن أن يتضح بعد ذلك أن المصفوفة {\displaystyle \mathbf {A} (t)} تحوّل المتجه رمز بشكل خطّي إلى نفس المتجه في أي وقت لاحق معادلة. يمكننا أن ندرك من تعريف رمز أن المتجه رمز يمثل وحدة طبيعية على سطح ناقص بحيث يتحرك عنصر سائل على السطح مع السطح. لذلك نرى أن رمز يحول متجه وحدة واحدة على الحد إلى متجه وحدة أخرى على الحد أيضًا وبمعنى آخر هو متعامد، أي {\displaystyle \mathbf {A} _{0}=\mathbf {A} (0)}. نحدد بعد ذلك مصفوفة أخرى غير متماثلة على الشكل:
{\displaystyle \mathbf {X} =\mathbf {P} \mathbf {A} _{0}^{-1}\mathbf {x} (0)}
حيث يُعرف المزدوج الخاص بها على الشكل معادلة. تُعد المشكلة مشكلة الدوران الموحد رمز مع المكونات المعطاة بواسطة العلاقة:
{\displaystyle \mathbf {\Lambda } ^{*}={\frac {d\mathbf {S} }{dt}}\mathbf {S} ^{T}},
يمكن أن يأخذ الضغط شكلًا تربيعيًا فقط، ويمكن رؤيته من معادلة الزخم (واستخدام حالة التلاشي على السطح) التي تُعطى بالعلاقة:
{\displaystyle \zeta _{k}=-{\frac {a_{i}^{2}+a_{j}^{2}}{a_{i}a_{j}}}\Lambda _{k},\quad (i\neq j\neq k).}
حيث رمز هو الضغط المركزي، لذلك تكون معادلة. تُختزل أخيرًا معادلة زخم الموتر إلى:
{\displaystyle p=p_{c}(t)\left(1-\sum _{i=1}^{3}{\frac {x_{i}^{2}}{a_{i}^{2}}}\right)}
حيث رمز هو ثابت التجاذب و رمز يُعبر عن مصفوفة قطرية تُعطى عناصرها المتعامدة بواسطة العلاقة:
{\displaystyle {\frac {d^{2}\mathbf {A} }{dt^{2}}}+{\frac {d}{dt}}(\mathbf {A} \mathbf {\Lambda } ^{*}-\mathbf {\Omega } ^{*}\mathbf {A} )+{\frac {d\mathbf {A} }{dt}}\mathbf {\Lambda } ^{*}-\mathbf {\Omega } ^{*}{\frac {d\mathbf {A} }{dt}}+\mathbf {A} \mathbf {\Lambda } ^{*2}+\mathbf {\Omega } ^{*2}\mathbf {A} -2\mathbf {\Omega } ^{*}\mathbf {A} \mathbf {\Lambda } ^{*}=-2\pi G\rho \mathbf {B} \mathbf {A} +{\frac {2p_{c}}{\rho }}\mathbf {A} ^{-1}}
تحتوي معادلة زخم الموتر والحفاظ على معادلة الكتلة مثل معادلة على عشرة معادلات للمجاهيل العشرة.
{\displaystyle a_{1},\ a_{2},\ a_{3},\ p_{c},\ \mathbf {\Lambda } ,\ \mathbf {\Omega } }

## نظرية ديديكيند
تشير النظرية إلى أنه إذا حُددت الحركة بواسطة العلاقة معادلة فتُقبل تحت شروط معضلة دركليه، وتُحدد الحركة بعدها بوساطة تبديل رمز إلى رمز وهو أمر مقبول أيضًا. يمكن القول بأن النظرية قد تُقبل لأي حالة من الحركات التي تحافظ على شكل السطح الناقص.